# Phone center
Un phone center (letteralmente "centro telefonico") è un luogo dove è possibile effettuare chiamate telefoniche internazionali. Il termine è in inglese, ma è utilizzato in Italia con questo significato.
Molto spesso il servizio di telefonia è contornato da altri quali Internet point, trasferimento di denaro, spedizioni internazionali, raccolta scommesse e vendita tessere prepagate. Vengono spesso dotati di phone center anche alcuni locali la cui attività principale sia tutt'altra, quali alimentari etniche, parrucchieri, centri scommesse o grandi Internet Point.
In Italia la maggior parte dei Phone center sono gestiti da stranieri, perlopiù di nazionalità nigeriana, marocchina, sudamericana o mediorientale; i clienti tendono solitamente a raggrupparsi presso phone center gestiti da loro connazionali.
Per avere chiamate a prezzi vantaggiosi si utilizzano i cosiddetti carrier, operatori di telecomunicazioni come le compagnie telefoniche che rivendono traffico solitamente prepagato molto più economico rispetto al normale traffico di Telecom Italia. È possibile utilizzare i servizi di questi rivenditori di traffico anteponendo al numero telefonico un codice di preselezione. I carrier hanno costi diversi a seconda della possibilità di riuscita della telefonata e della qualità della stessa. Ultimamente si sta diffondendo la tecnologia VoIP, che propone prezzi simili a quelli dei classici carrier, ma presenta ancora molte difficoltà per via di limitazioni tecniche e prestazionali delle linee ADSL italiane.

## Precauzioni antiterrorismo
Dall'agosto del 2005 in Italia i Phone center sono soggetti alla normativa antiterrorismo (pubblicata nella Gazzetta Ufficiale N. 190 del 17 agosto 2005), in base alla quale ogni cliente che accede alla rete telefonica in un Phone center deve essere registrato dal titolare del locale il quale ha anche l'obbligo di usare un software che salvi il tabulato delle telefonate di ogni cliente.

## Sistemi phone center
Un Phone center deve essere dotato di un impianto che gli permetta di instradare le telefonate usando diversi carrier, che possa registrare i clienti e che sia in grado di salvare il tabulato delle telefonate effettuate. Gli impianti solitamente sono formati da:
- Un telefono in ogni cabina
- Un display in ogni cabina che visualizzi tempo e costo
- Un centralino che instradi le telefonate sui giusti carrier
- Un computer dotato di software di registrazione clienti e gestione delle cabine a norma di legge